# Луканин, Яков Ефимович
Яков Ефимович Луканин (1901—1951) — сержант Рабоче-крестьянской Красной армии, участник Великой Отечественной войны, Герой Советского Союза (1944).

## Биография
Яков Луканин родился 14 апреля 1901 года в деревне Любимово (ныне — Луканино Юхновского района Калужской области). После окончания начальной школы вместе с братом-близнецом Дмитрием работал помощником у отца. В 1920—1922 годах проходил службу в Рабоче-крестьянской Красной армии . В начале Великой Отечественной войны был отправлен в эвакуацию. В сентябре 1942 года Луканин был призван на службу в Рабоче-крестьянскую Красную Армию и направлен на фронт Великой Отечественной войны.
К октябрю 1943 года гвардии красноармеец Яков Луканин был наводчиком гаубицы-пушки МЛ-20 197-го гвардейского артиллерийского полка 92-й гвардейской стрелковой дивизии 37-й армии Степного фронта. Отличился во время освобождения Днепропетровской области Украинской ССР. 15 октября 1943 года расчёт Луканина, командиром которого был его брат Дмитрий, участвовал в отражении немецкой контратаки на окраине села Калужино Верхнеднепровского района, уничтожив 6 немецких танков и заставив остальные 7 отступить.
Указом Президиума Верховного Совета СССР от 24 апреля 1944 года за «образцовое выполнение боевых заданий командования на фронте борьбы с немецкими захватчиками и проявленные при этом отвагу и геройство» гвардии красноармеец Яков Луканин был удостоен высшего звания Героя Советского Союза с вручением ордена Ленина и медали «Золотая Звезда» за номером 2523
Всего же за время войны братья Луканины уничтожили 37 танков и бронетранспортёров, а также более 600 солдат и офицеров противника. После окончания войны в звании сержанта Яков Луканин был демобилизован. Проживал в родной деревне, работал в колхозе. Умер 2 апреля 1951 года, похоронен в Луканино.

## Память
В честь братьев Луканиных названы улицы в Мосальске, Юхнове и Калуге, переименовано их родное село, установлен бюст в Запорожье. Их 152-миллиметровое орудие хранится в Военно-историческом музее артиллерии, инженерных войск и войск связи Санкт-Петербурга.